# 丹东广播电视台
丹东广播电视台是中华人民共和国辽宁省丹东市的国营广播电台兼电视台，由丹东人民广播电台以及丹东电视台合并而成。

## 历史
1945年9月，中国共产党领导的东北民主联军进驻安东（今丹东），随后新成立的安东市政府接管了原满洲电电所属的“安东放送局”，并成立了“安东市政府电台”，后改为“安东新华广播电台”，呼号XTAK。第二次国共内战期间，安东新华广播电台一度迁往朝鲜新义州播音，1947年迁回安东，并改归中共辽东省委领导。1949年4月，安东新华广播电台更名为“安东人民广播电台”，1951年3月25日，根据中央广播事业局和东北人民广播电台指示，电台改名为“辽东人民广播电台”。
1954年8月，辽东、辽西两省合并为辽宁省，辽东人民广播电台撤销；同年8月31日，中共安东市委、安东市人民政府决定成立新的安东人民广播电台，并于1954年9月1日开始播音。1965年3月，安东改为“丹东”，安东台随之改为“丹东人民广播电台”。
丹东电视台于1960年4月29日开始试播，是中国大陆最早的地级市电视台，1980年元旦实现了彩色电视播出。1994年12月1日，丹东有线电视台并入丹东电视台。
2013年，丹东人民广播电台与丹东电视台合并，成立丹东广播电视台。

## 频道

### 电视频道
- 新闻综合频道
- 生活频道

### 广播频率
- 综合广播（FM 103.6MHz、AM 1404kHz）
- 交通广播（FM 101.7MHz、AM 891kHz）